# Muhammad Zakarijja
Muhammad Zakarijja Muhammad (arab. محمد زكريا محمد) – egipski zapaśnik walczący w stylu wolnym. Brązowy medalista mistrzostw Afryki w 2011 roku.